# Mycena atrocyanea
Mycena atrocyanea är en svampart som först beskrevs av August Johann Georg Karl Batsch, och fick sitt nu gällande namn av Claude-Casimir Gillet 1876. Mycena atrocyanea ingår i släktet Mycena och familjen Mycenaceae.   Inga underarter finns listade i Catalogue of Life.